# Statut des langues des signes en Europe

La reconnaissance des Langues des signes en Europe.

Le statut des langues des signes en Europe diffère selon les pays. En Europe, on compte actuellement quatre pays reconnaissant une langue des signes dans leur Constitution.

## Union européenne
Le Parlement européen a approuvé une résolution concernant les langues des signes le 17 juin 1988. La résolution demande à tous les États-membres la reconnaissance de sa langue des signes comme langue officielle des sourds.

## Langue des signes officielle dans la Constitution
- Autriche : la langue des signes autrichienne est reconnue officiellement le 1er septembre 2005[2]. La Constitution de l'Autriche est modifiée afin d'inclure :
Article 8 (3) « Die Österreichische Gebärdensprache ist als eigenständige Sprache anerkannt. Das Nähere bestimmen die Gesetze. » (« La langue des signes autrichienne est reconnue comme langue indépendante »)[réf. nécessaire].
- Finlande : La langue des signes finnoise est officiellement reconnue dans la constitution depuis août 1995 :
Article 17 - « Droit à sa propre langue et culture . [...] Les droits des personnes utilisant la langue des signes et de personnes ayant besoin d'interprétation ou d'une traduction en raison d'un handicap sont garantis par la loi »[3].
- Hongrie : La langue des signes hongroise est protégée par la constitution hongroise depuis 2011[4]:
Article H (3) : « La Hongrie protège la langue des signes hongroise en tant qu’élément de la culture hongroise. »
- Portugal : la langue des signes portugaise est reconnue depuis 1997 :
Article 74, 2 (h) : « Dans la mise en œuvre de la politique de l'éducation, l'État est chargé de protéger et de développer la langue des signes portugaise, comme une expression de la culture et un instrument pour l'accès à l'éducation et l'égalité des chances »[5].
- Slovénie : la langue des signes slovène (compris la langue des signes hongroise et la langue des signes italienne) et la langue des signes taciles sont reconnues depuis le 27 mai 2021[6].

## Langues des signes reconnues par la Loi

### Reconnaissance totale
- Belgique :  la langue des signes de Belgique francophone est reconnue par le décret no 4501 du 21 octobre 2003[7]:
 Article 1er : « La langue des signes de Belgique francophone (LSFB), ci-après dénommée « langue des signes », est reconnue. »
 « Cette langue est la langue visuo-gestuelle propre à la communauté des sourds de la Communauté française. »
 Ensuite la langue des signes flamande est à son tour reconnue le 26 avril 2006[8]. Et la langue des signes allemande est reconnue par le parlement germanophone depuis le 25 février 2019[9].
- Danemark : la langue des signes danoise est officiellement reconnue le 13 mai 2014 par le parlement danois[10].
- Estonie : la langue des signes estonienne est la deuxième langue officielle d'Estonie depuis le 1er mars 2007 selon leur loi[11]:
 Article 1 (3) : « La langue des signes estonienne est une langue indépendante et de la langue estonienne signé est la forme physique de la langue estonienne. »[Quoi ?]
- Islande : la langue des signes islandaise  est reconnue depuis 27 mai 2011 par le parlement islandais et reconnue par la loi no 61 du 7 juin 2011 avec la langue parlée islandaise[12].
- Lituanie : la langue des signes lituanienne est reconnue par le Gouvernement de la République de Lituanie en 1995[13].
- Malte : la langue des signes maltaise est officiellement reconnue par la parlement le 16 mars 2016[14].
- Norvège : En 2009, la langue des signes norvégienne est reconnue comme une langue à part entière en Norvège[15].
- République tchèque : la langue des signes tchèque est reconnue par la loi tchèque du 11 juin 1998[16].
- Royaume-Uni : la langue des signes britannique est reconnue officiellement comme une langue à part entière par la loi au Royaume-Uni depuis le 13 février 2003[réf. nécessaire].
- Slovaquie : la langue des signes slovaque est reconnue et protégée en 1995 par la loi Zákon o posunkovej reči nepočujúcich osob 149/1995 Sb, traduit en français : « La loi de langue des signes des sourds 149/1995 »[17].
- Suède : la langue des signes suédoise est reconnue en 1981[18] ensuite elle est protégée depuis le 1er juillet 2009[19],[20]: 
 Article 1 : « Cette loi contient des dispositions sur la langue suédoise, les langues des minorités nationales et langue des signes suédoise. La loi contient également des dispositions sur la responsabilité publique pour l'individu est donné accès à la langue et de l'utilisation des langues dans les affaires publiques et dans le contexte international. » 
 Article 2 : « L'objectif de la Loi est d'entrer dans la langue suédoise et d'autres le statut de langue et utiliser dans la société suédoise. La loi vise également à protéger le suédois et de la diversité linguistique en Suède et l'accès de l'individu à la langue. »

### Reconnaissance partielle
- Albanie : le gouvernement albanais reconnait la langue des signes albanaise[21].
- Allemagne : la langue des signes allemande est reconnue officiellement sous la loi du 27 avril 2002[réf. nécessaire].
- Espagne : Depuis 2007, la Langue des signes catalane est reconnue[22].
- France : le décret de la loi no 2005-102 du 11 février 2005 reconnaît la langue des signes française comme « langue à part entière » dans le code de l'éducation[23] : 
 « Art. L. 312-9-1: La langue des signes française est reconnue comme une langue à part entière. Tout élève concerné doit pouvoir recevoir un enseignement de la langue des signes française. Le Conseil supérieur de l'éducation veille à favoriser son enseignement. Il est tenu régulièrement informé des conditions de son évaluation. Elle peut être choisie comme épreuve optionnelle aux examens et concours, y compris ceux de la formation professionnelle. Sa diffusion dans l'administration est facilitée. »
- Grèce : la langue des signes grecque est reconnue par le parlement grec le 2 octobre 2008[24]:
 « Le signe grec (langue des signes grecque) et la langue grecque sont reconnues comme équivalentes à l'autre, quand la pédagogie linguistique appropriée est l'enseignement bilingue. »
- Kosovo : la langue des signes kosovare est reconnue le 29 septembre 2010 par le gouvernement de la République du Kosovo[25].
- Macédoine du Nord : Le parlement macédonien a adopté la «Loi sur l'utilisation de la langue des signes» dont la langue des signes macédonienne[26].
- Moldavie : L'État reconnaît la langue des signes moldave dans la loi sur l'inclusion des personnes handicapées en 2012[27]:
 Article 25 (1) « L'État reconnaît et favorise la langue des signes et d'autres moyens alternatifs de communication comme un moyen de communication entre les gens. »
- Roumanie : la langue des signes roumaine est reconnue par la Loi du 27 mars 2020.
- Serbie : le parlement serbe a adopté la « Loi sur l'utilisation de la langue des signes » dont la langue des signes serbe[28],[29].
- Suisse : on compte trois langues pour ce pays : la langue des signes suisse-allemande[30], la langue des signes française[31] et la langue des signes italienne[32]. Le parlement fédéral approuve la loi sur l'égalité pour les handicapés en 2002 sans oublier la langue des signes[33] : 
Article 14, 3a « En complément des prestations de l'assurance invalidité, la Confédération peut soutenir les mesures prises par les cantons pour encourager l'utilisation du langage des signes et du langage articulé dans la formation scolaire et professionnelle des handicapés de la parole ou de l'ouïe et pour encourager les connaissances linguistiques des handicapés de la vue ». 
 Les deux cantons suisses ont reconnu leur langue des signes à la constitution : Zurich puis Genève (2012)[34].

## Langues des signes non reconnues
Ces pays n'ont pas reconnu leur langue des signes :
- Biélorussie
- Bulgarie (langue des signes bulgare)
- Chypre (langue des signes chypriote)
- Croatie (Langue des signes croate)
- Irlande (langue des signes irlandaise)
- Italie (Langue des signes italienne)
- Lettonie (langue des signes lettone)
- Luxembourg (langue des signes luxembourgeoise), en voie de reconnaissance[35].
- Pays-Bas (langue des signes néerlandaise)
- Pologne (langue des signes polonaise)
- Ukraine (langue des signes ukrainienne)

## Pays restants
Actuellement, on ne sait pas encore pour les pays suivants :
- Andorre
- Bosnie-Herzégovine
- Liechtenstein
- Monaco (langue des signes française)
- Monténégro
- Saint-Marin
- Vatican